# Francisco Antón Casaseca
Francisco Antón Casaseca (Corrales del Vino, 1880-Valladolid, 1970) fue un escritor español.

## Biografía
Nació el 22 de diciembre de 1880, en el seno de una familia de la nobleza zamorana que descendía del Solar de Tejada, en la localidad de Corrales del Vino. Cultivó la novela y el relato, participando, por ejemplo, en la colección literaria de novela corta Los Contemporáneos, con Llanura (1909), además de escribir algo de poesía. Participó en publicaciones periódicas como El Correo de Zamora, El Liberal, El Imparcial, Revista Castellana, Juventud Castellana o El Norte de Castilla y escribió también sobre el patrimonio monumental de la región. Admirador de Miguel de Unamuno, con quien mantuvo relación epistolar —también lo haría con Zacarías Ylera—, falleció el 23 de junio de 1970 en Valladolid.

## Obras

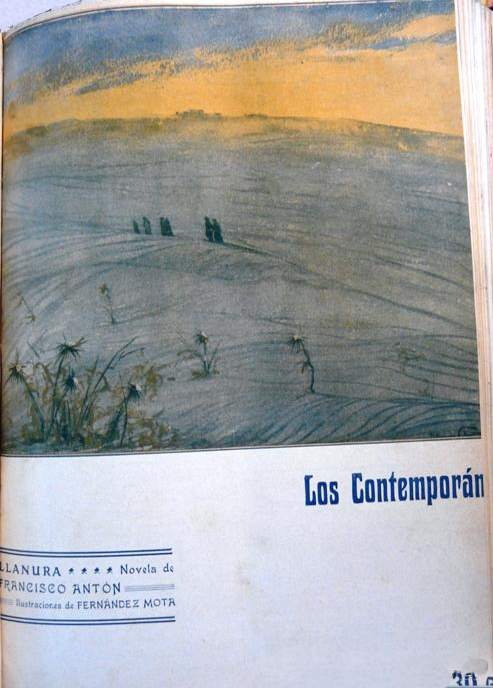
Portada de Llanura (1909), de Romero Calvet.

- Estudio sobre el coro de la Catedral de Zamora (1904), Zamora: Est. tip. de San José.
- Llanura (28 de mayo de 1909), n.º 22 de Los Contemporáneos, Madrid.
- El templo de Santa María Magdalena de Zamora (1910), Zamora: Est. Tip. de San José.
- Monasterios medievales de la provincia de Valladolid (1923), Madrid: Hauser y Menet.[6]
- El arte románico zamorano: monumentos primitivos (1927), Zamora: viuda de E. Calamita.
- Sobre todas las cosas (1927), novela corta, Valladolid: Imprenta Castellana.